# Setodes akrura
Setodes akrura är en nattsländeart som beskrevs av Gordon och Schmid in Schmid 1987. Setodes akrura ingår i släktet Setodes och familjen långhornssländor. Inga underarter finns listade i Catalogue of Life.